# HD 107244
HD 107244, TOI-4551 — одиночная звезда в созвездии Гидры на расстоянии около 724 световых лет (около 222 парсек) от Солнца. Видимая звёздная величина звезды — +9,97m. Возраст звезды определён как около 4,92 млрд лет.
Вокруг звезды обращается, как минимум, одна планета.

## Характеристики
HD 107244 — оранжевый гигант спектрального класса K2III, или K2. Масса — около 1,31 солнечной, радиус — около 3,55 солнечного, светимость — около 6,35 солнечной. Эффективная температура — около 4818 K.

## Планетная система
В 2023 году группой астрономов, работающих в рамках проекта TESS, было объявлено об открытии планеты TOI-4551 b.